# Étienne Marcel (opéra)
Pour les articles homonymes, voir Étienne Marcel (homonymie).

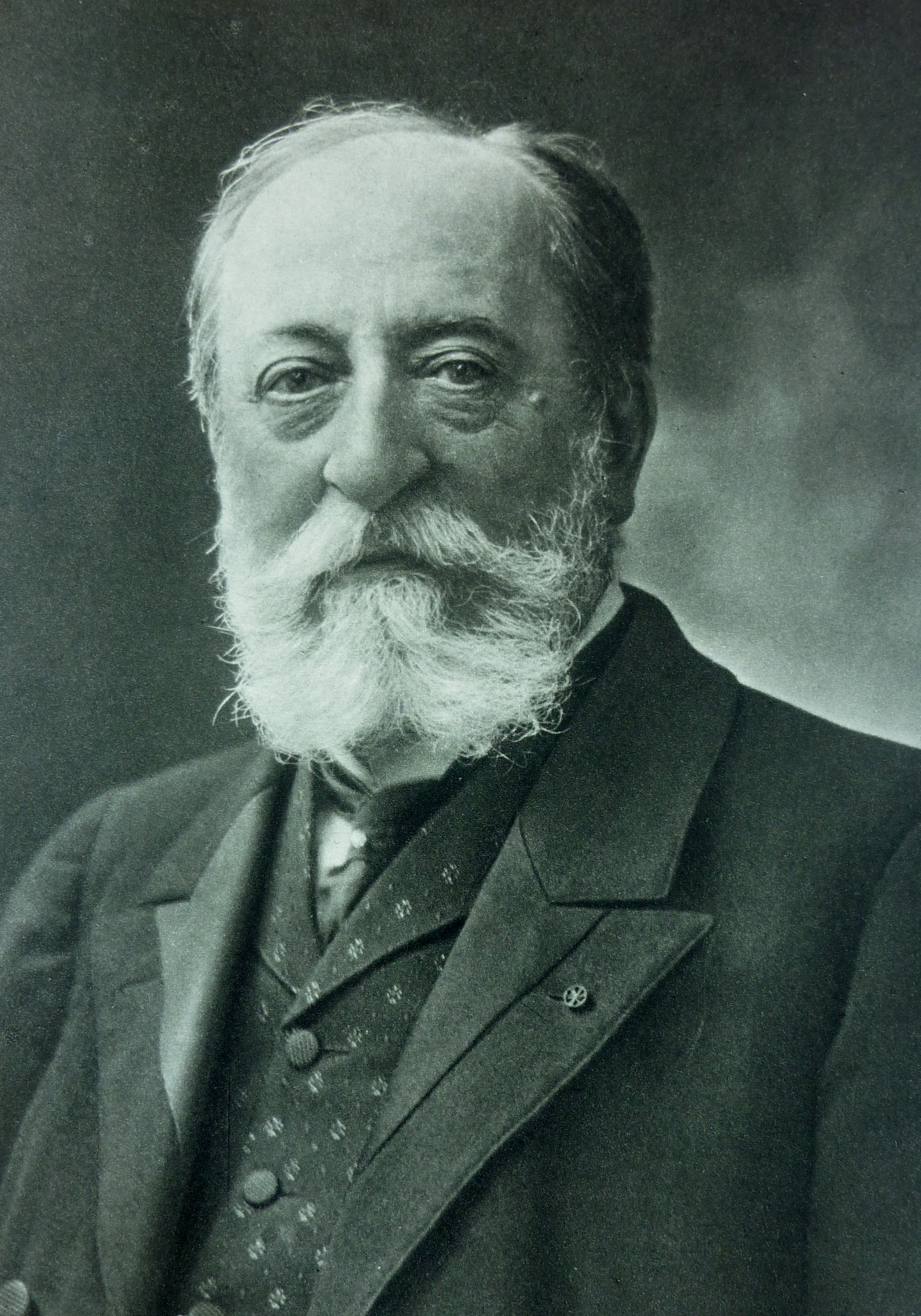
Camille Saint-Saëns

Étienne Marcel est un opéra en 4 actes et 6 tableaux de Camille Saint-Saëns sur un livret de Louis Gallet, créé à Lyon le 8 février 1879 au Grand-Théâtre de Lyon.

## Rôles
- Étienne Marcel, prévôt des marchands (baryton)
- Robert de Loris, écuyer du Dauphin (ténor)
- Eustache (baryton)
- Robert de Clermont, maréchal de Normandie (basse)
- Jehan Maillard (basse)
- Pierre, jeune seigneur, ami de Robert (ténor)
- L'Hôtelier (ténor)
- Béatrix, fille d'Étienne Marcel (soprano) : Reine Mézeray
- Le Dauphin Charles (contralto)
- Marguerite, mère de Béatrix
- Un héraut (ténor)
- Un artisan (baryton)
- Denis, serviteur d'Étienne Marcel (ténor)
- Un soldat (ténor)

## Autres premières
- Paris : 24 octobre 1884 au théâtre du Château-d'Eau
- Rouen : 26 mars 1885 au Théâtre des Arts de Rouen
- Monaco : 7 mars 1918 au théâtre de Monte-Carlo